# Juan José de Espino y Alvarado
Juan José de Espino y Alvarado (m. 1843) fue un militar español, Brigadier (General de Brigada) de Caballería de los Ejércitos Nacionales, 
Fue condecorado con la Cruz Laureada de San Fernando y era caballero gran cruz de la Orden de San Hermenegildo. Ejerció como comandante general de la provincia de Cáceres y gobernador de la Alcántara. 

## Biografía
Nació en Berlanga (Badajoz), hijo de Juan Barragán de Espino (Juan  Barragán Ortiz) abogado de los Reales Consejos, Gobernador y Justicia Mayor de su villa  y  de  D.ª.  Inés  Alvarado  Espino. Contrajo matrimonio con D.ª María del Carmen Manuel de Villena y Álvarez de Faria "La Perla de Badajoz" (con descendencia), de la Ilustre casa de origen Real de los Manuel de Villena, hija lejítima  del Coronel D. Juan Manuel de Villena y Fernández de Córdoba y D.ª Josefa Álvarez de Faria y Pinedo-Lobo, nieta de D. José Manuel de Villena Mendoza Figueroa y Rivera, XII Señor de Cheles, Señor de la Pizarra, Marqueses de ValdeSevilla, IV Conde de Vía Manuel, grande de España, biznieta de  D. José Luis Fernández de Córdoba Cabrera y de la Cueva, IV Conde de Torres Cabrera y de Dª. María Sancha Martínez de Argote y Guzmán el Bueno, III Condesa de Menado Alto, Grandes de España, prima del Príncipe de la Paz, duque de la Alcudia y de Sueca D. Manuel de Godoy y Álvarez de Faria y sobrina de D. José Manuel de Villena  y Fernández de Córdoba, XIII Señor de Cheles, V Conde de Vía Manuel, grande de España
Su  participación en la Guerra de la Independencia Española (1808-1814), lo llevó a obtener  el grado de Brigadier (General de Brigada) de Caballería de los Reales Ejércitos Nacionales, siendo distinguido en dos ocasiones como Benemérito de la Patria por la sangrienta batalla de Albuera y entrada en la Isla de León (San Fernando (Cádiz)), Caballero de las Reales Órdenes de San Fernando y San Hermenegildo, condecorado con siete cruces de distinción por igual número de  glorias en acciones de guerra. Fue nombrado comandante general de la provincia de Cáceres y gobernador de ciudad de Alcántara.

## Condecoraciones
- Gran Cruz Laureada de la Real y Militar Orden de San Fernando.
- (7 Veces) Cruz del Mérito Militar
- Caballero gran cruz de la Orden de San Hermenegildo